# الیویه بومارو
الیویه بومارو (انگلیسی: Olivier Junior Boumal؛ زادهٔ ۱۷ سپتامبر ۱۹۸۹) یک بازیکن فوتبال اهل کامرون است. وی همچنین در تیم ملی فوتبال کامرون بازی کرده‌است.
از باشگاه‌هایی که در آن بازی کرده‌است می‌توان به باشگاه فوتبال پانیونیوس، باشگاه فوتبال پاناتینایکوس، باشگاه فوتبال یوکوهاما مارینوس اشاره کرد.